# Белые орлы (военизированная организация)
Белые орлы (серб. Beli orlovi / Бели орлови) — сербская военизированная организация, участвовавшая в войнах в Хорватии и Боснии и Герцеговине во время распада Югославии. Формально не распущена и по сей день, несмотря на фактическое завершение войны в Югославии. С момента ареста Воислава Шешеля в 2003 году по решению Международного трибунала по бывшей Югославии объявлена преступной группировкой, поскольку сотрудничала с Шешелем и возглавляемой Сербской радикальной партией, что, однако, отрицают сербские радикалы.

## История
Своё имя «Белые орлы» взяли в честь известной военной организации югославских чётников-монархистов, к которым они имеют непосредственное отношение. Историю ведут с 1991 года, когда Драгослав Бокан и Мирко Йович создали полувоенную группу добровольцев. Сербский националист Йович стремился при помощи этой военной группировки восстановить раздробленную страну и вернуть православию статус официальной религии, а также призывал изгонять из Сербии всех неправославных (особенно жёстко он отзывался о мусульманах). Изначально группа имела некоторые связи с Шешелем, однако затем Йович начал самостоятельную военную деятельность. «Белые орлы» совместно с «Тиграми Аркана» участвовали во многочисленных боевых действиях на территории Хорватии и Боснии, сотрудничали активно с Югославской контрразведывательной службой.
Несмотря на запрет своего существования, группа оставалась действующей и продолжает свою деятельность на территории Сербии. Так, в 2010 году представители «Орлов» заявили о том, что организовали убийство лидера косовских боснийцев Шефко Салковича на севере Боснии. Также группа сталкивалась довольно часто с силами KFOR и албанскими бандитами, а также срывала выборы в северной Косовска-Митровице.

## Военные преступления
По заявлению Mеждународного трибунала по бывшей Югославии,«Белые орлы» причастны к этническим чисткам в Воеводине и Косове, а также многочисленных других военных преступлениях. Им предъявляются обвинения в сожжении многочисленных деревень и малых городов, массовых убийствах в Вочине, Вишеграде, Фоче, Гацко и других населённых пунктах. Также утверждается, что в Лиешче близ Босански-Брода военная организация «Белых Орлов» организовала концлагерь для заключённых.
Некоторые из членов группы уже попали под трибунал: так, Милан Лукич приговорён к пожизненному лишению свободы, Средое Лукич — к 30 годам тюрьмы, а Митар Васильевич — к 15 годам тюрьмы.